# Marilyn Manson
Pour les articles homonymes, voir Marilyn Manson (groupe), Manson et Warner.
Marilyn Manson [ˈmɛəɹɪlɪn ˈmænsən], de son vrai nom Brian Hugh Warner [ˈbɹaɪən hjuː wɔɹnɚ], né le 5 janvier 1969 à Canton dans l'Ohio, est un musicien, chanteur rock, peintre, poète, acteur et plasticien américain. Il est mondialement connu pour être le leader  du groupe de metal industriel Marilyn Manson, portant son nom. Son nom de scène est une référence à l'actrice Marilyn Monroe et au gourou et criminel américain Charles Manson.
Marilyn Manson est un artiste controversé, qui utilise la provocation et le blasphème, le tout teinté de philosophie et de symbolique mystiques dans une partie de ses albums et lors de ses concerts.
À partir de 2021, il est accusé de sévices, séquestration et viols par plusieurs femmes qui ont été ses compagnes. Ces accusations sont niées par Marilyn Manson, et finalement classées sans suite pour prescription ,,,.

## Biographie
Brian Hugh Warner naît le 5 janvier 1969, à Canton, dans l'Ohio. Sa mère, Barbara Wyer, issue d'une famille de paysans, est infirmière, et son père, Hugh Warner,, issu d'une famille d'origine allemande de la classe moyenne établie aux États-Unis depuis plusieurs générations, a été pilote d'hélicoptère dans l'armée américaine durant la guerre du Viêt-nam, puis vendeur dans un magasin de meubles pendant l'enfance de Brian,.
Garçon solitaire, Brian Warner a pour seul ami son cousin Chad[source insuffisante] qu'il retrouve chaque jour après l'école, chez sa grand-mère Beatrice Warner, qui les garde jusqu'à ce que leurs parents aient fini leur journée de travail. Ensemble, ils jouent aux espions, profession que Brian rêve alors d'exercer. La personne qu'ils préfèrent épier est leur grand-père Jack, routier à la retraite. Jack descend souvent à la cave faire tourner un petit train électrique. Au fil de leurs « enquêtes », Brian et Chad découvrent que la cave n'est pas ce qu'ils ont imaginé. Leur grand-père y conserve toute une collection de revues pornographiques, de vieux jouets sexuels, de sous-vêtements féminins, de perruques et même de photos zoophiles. Ce grand-père meurt d'un cancer en 1995.
Enfant, Brian Warner est scolarisé à la Heritage Christian School, établissement privé épiscopalien régi par des règles très strictes. Les enseignants de Brian éprouvent un dégoût profond pour la culture rock, et c'est par rébellion qu'il s'y intéresse. Brian devient un fan inconditionnel d'AC/DC, de Judas Priest, et surtout du groupe Kiss. En 1979, alors que Brian a dix ans, son père l'amène à l'un de leurs concerts et leur sens de la mise en scène impressionne fortement le jeune garçon[réf. nécessaire]. Ses références musicales, dès cette époque sont David Bowie, Prince ou encore Madonna,.
Après l'école primaire, Brian rentre dans une école secondaire publique où il est victime de harcèlement. Maladif, souvent absent, il a du mal à s'intégrer. Durant son année de sophomore — équivalent de la seconde dans le système scolaire français — il fait une grave allergie aux antibiotiques qui manque de le tuer. Il est hospitalisé et Jennifer, une fille de sa classe, lui rend régulièrement visite et devient sa première petite amie. Au lycée, il sympathise avec John Crowell, un garçon désinhibé qui partage sa passion pour le rock et qui lui offre son premier joint de marijuana.

### Carrière

#### Journalisme
À dix-huit ans, il emménage avec sa famille à Fort Lauderdale, en Floride, où son père a trouvé un poste de vendeur dans un magasin de tapis. Brian s'inscrit alors au Broward Community College pour y étudier le journalisme et le théâtre,. Pendant son temps libre, il écrit des poèmes et des nouvelles qu'il essaye de faire publier — sans succès — dans des revues[réf. nécessaire]. Parallèlement, il travaille de nuit pour une chaîne de magasins de disques, le Spec's Locals. Avec l'aide de deux employées, il vole plusieurs disques dans le dos du gérant. Après s'être fait renvoyer, il travaille un temps comme critique musical pour le Tonight Today, un journal gratuit. Ne recevant aucun salaire de son patron, il se fait embaucher comme journaliste au 25th Parallel,, une toute nouvelle revue, en exagérant un peu son CV (il n'est alors pas diplômé et n'a presque aucune expérience) pour interviewer les grands noms de la musique (Malcolm McLaren, Debbie Harry, les Red Hot Chili Peppers, Trent Reznor…) à qui il confie alors sa volonté d'être des leurs

#### Musique

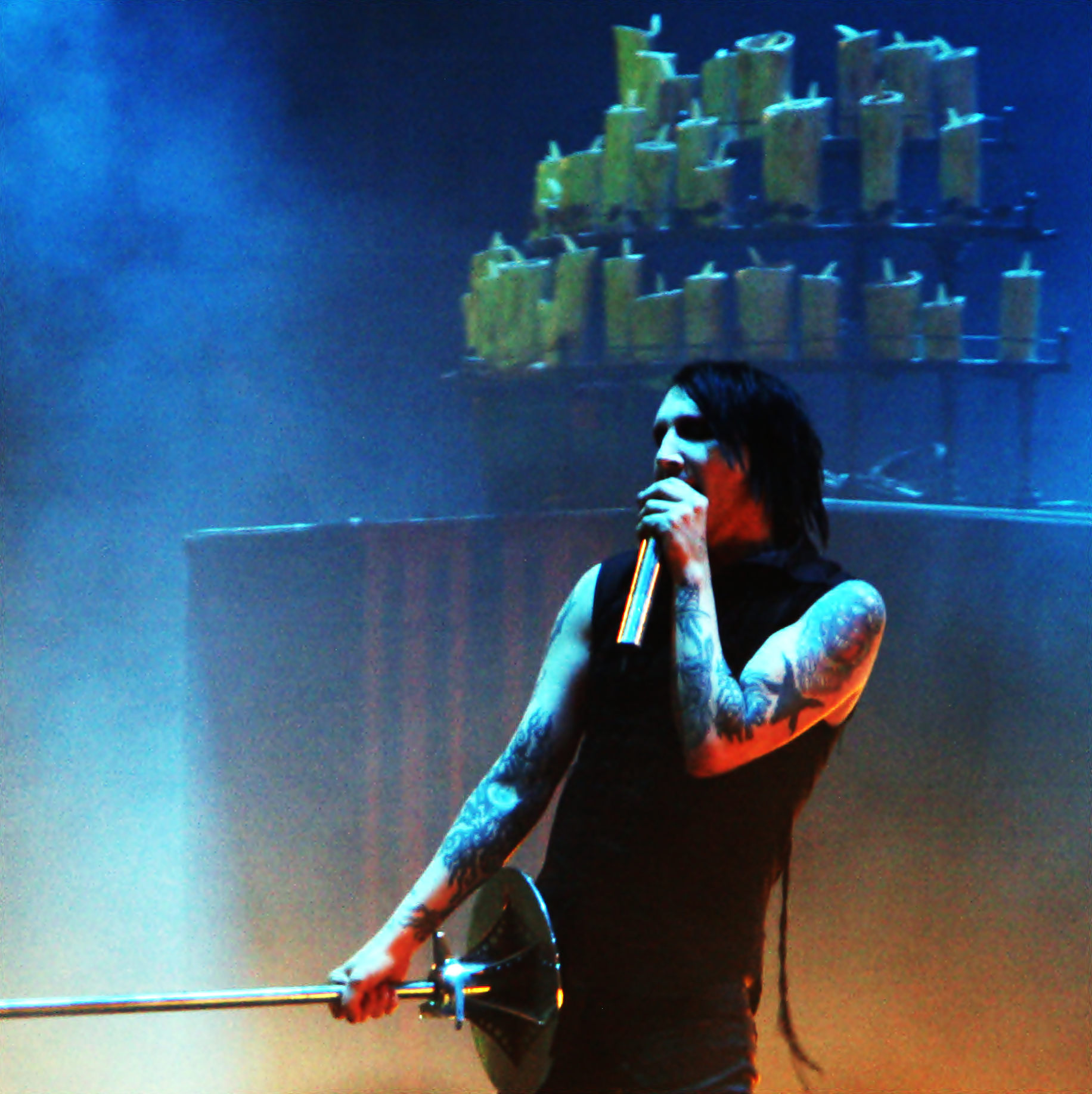
Marilyn Manson aux Eurockéennes en 2007.

Avec le guitariste Scott Putesky, Marilyn Manson fonde Marilyn Manson and the Spooky Kids à la suite de plusieurs conversations à la Reunion Room de Fort Lauderdale (Floride) en 1989. Le nom est par la suite raccourci en Marilyn Manson, nom sous lequel le groupe connaîtra un succès mondial à partir des années 90 et durant les décennies suivantes. Manson et Jeordie White — également connu sous le nom de Twiggy Ramirez — s'impliquent avec Stephen Gregory Bier Jr. (également connu sous le nom de Madonna Wayne Gacy) dans deux projets parallèles : Satan on Fire, un groupe de heavy metal chrétien fictif dans lequel il joue de la guitare basse et de la batterie, ainsi que Mrs. Scabtree, un groupe collaboratif formé avec White et Jessicka (chanteuse du groupe Jack Off Jill).
Par ailleurs, Manson travaille en tant que producteur pour le groupe Jack Off Jill. Il aide à l'enregistrement de leurs premières compositions, joue de la guitare sur la chanson My Cat et fait participer le groupe à de nombreux concerts au Sud de la Floride. Manson écrit par la suite l'album Humid Teenage Mediocrity 1992-1995, regroupant les premières compositions de Jack Off Jill.
En 1993, Marilyn Manson attire l'attention de Trent Reznor. Reznor produit leur premier album en 1994, Portrait of an American Family, publié par le label Nothing Records. Le groupe se popularise et participe même au Self Destruct Tour, qui aboutit à l'album The Downward Spiral aux côtés de Nine Inch Nails et Jim Rose Circus, en parallèle à la parution de Smells Like Children en 1995. Cet EP contient un de leurs succès diffusés sur MTV, Sweet Dreams (Are Made of This), reprise de 1983 du groupe Eurythmics (coproduite par Trent Reznor).
À partir de 1996 et l'album Antichrist superstar, Marilyn Manson connaît un succès important à l'échelle mondiale pendant plusieurs décennies,.
Marilyn Manson qualifie sa musique de « glam-metal électro avec un peu d'indus » mais elle est souvent classée dans le metal industriel ou le rock extrême. Le registre vocal qu'il utilise est varié, allant du grondement sourd aux cris stridents .

#### Peinture
Outre la musique, Marilyn Manson est également peintre, avec une préférence pour les aquarelles.
The Celebritarian Corporation est le nom donné par Marilyn Manson à son nouveau mouvement artistique. Le logo choisi est une double croix, différente de la croix de lorraine, composée en fait de deux croix catholiques en sens inverses et superposées.
La première mention de la Celebritarian Corporation apparaît dans son album Holy Wood (In the Shadow of the Valley of Death) en 2000, dans la chanson nommée The Fall of Adam : « They orchestrated dramatic new scenes for celebritarian needs... ».
L'auteur rapproche lui-même ce courant artistique du Dada et du Surréalisme. Dans une interview au site www.mansonusa.com, Manson déclare que le mouvement entre dans une réflexion sur la culture occidentale actuelle dans laquelle la célébrité est recherchée par des moyens aussi violents que la mort. Selon, lui, avec les figures de Jésus ou de John F. Kennedy, le monde est habitué à cette glorification de la mort qui fait entrer la personne physique dans un monde bizarre, abstrait et puissant : la célébrité.
Le mouvement constitue aussi selon lui, une forme actuelle d'anti-journalisme. Les membres de la corporation sont des artistes différents dont le succès n'est plus à prouver mais qui cherchent à contrôler ce que les médias apportent d'eux au public.
Une galerie d'art nommé la Celebritarian Gallery of Fine Art est ouverte à Los Angeles le 31 octobre 2006,. On y trouve les tableaux de Marilyn Manson ainsi que ceux d'autres artistes,. En parallèle, des expositions sont organisées un peu partout dans le monde, comme à Berlin en juin et juillet 2007, ou au Brésil à l'automne de la même année. Plusieurs personnalités ont participé au mouvement artistique de Manson : Gottfried Helnwein, Steven Klein, Anthony Silva, John Galliano, Charles Koutris, Tilda Swinton, Lily Cole, Vivienne Westwood, Madonna, Evan Rachel Wood.
Marilyn Manson est choisi par le directeur artistique et photographe Hedi Slimane pour représenter la prestigieuse maison française de luxe Saint Laurent ; il est l’égérie pour la collection de prêt-à-porter printemps-été 2014.

#### Films et télévision
Féru de cinéma, Manson apprécie beaucoup les films de David Lynch avec lequel il entretient une relation toute particulière : il signe en effet en 2010 le livre Genealogies of Pain, contenant des peintures de Manson et des œuvres visuelles du cinéaste. David Lynch a également écrit la préface du livre autobiographique du chanteur Mémoires de l'enfer (The Long Hard Road Out of Hell), publié en 1999. David Lynch a même offert à Marilyn Manson un petit rôle dans son film Lost Highway.
En 2004, il tourne également dans Le Livre de Jérémie (The Heart Is Deceitful Above All Things), réalisé par Asia Argento, dans lequel il incarne Jackson, le beau-père tourmenté du héros. Aussi, à partir de 2004, Marilyn Manson a lancé un projet cinématographique intitulé Phantasmagoria : The Visions of Lewis Carroll, mettant en scène la vie de Lewis Carroll (qu'il interpréterait lui-même), et le personnage d'Alice, joué par Lily Cole. La réalisation du film a été reportée plusieurs fois à cause des projets musicaux de Manson. Quelques images officielles sont diffusées en avril 2010, mais la production du film est à nouveau arrêtée pour une période indéterminée. En juin 2013, Marilyn Manson déclare, dans une interview du show télévisé américain Larry King Now, être déterminé à faire renaître le projet. Finalement, le film ne sortira pas, et seules quelques images seront disponibles.
En 2013, Marilyn Manson tient un rôle à contre-emploi dans le long-métrage Wrong Cops réalisé par Quentin Dupieux, qui est aussi le réalisateur de son clip No Reflection, issu de l'album Born Villain. En 2014, Manson tient le rôle de Tully dans la série Sons of Anarchy.

### Vie privée
Marilyn Manson fréquente l'actrice Rose McGowan de 1997 à 2001. Le titre Coma White lui sera d'ailleurs dédié. L'image publique du couple aura connu quelques polémiques, comme la fois où il est apparu sur le tapis rouge des MTV Video Music Awards en 1998, Rose portait une robe transparente, sous les yeux des paparazzis. La chanteuse Charli XCX fera référence au couple et à cet épisode dans son titre 1999 sorti en 2018. En 1999, Manson fera une apparition dans le film Jawbreaker dont le rôle principal est tenu par Rose McGowan. 
En 2001, il se lie à Dita von Teese, avec qui il se marie en décembre 2005 à Castle Gurteen, dans le comté de Tipperary en Irlande. Après treize mois de mariage, elle demande le divorce à la fin de décembre 2006. Le couple aurait pris la décision de divorcer le soir de Noël. Le divorce n'est prononcé qu'en décembre 2007.
En 2007, Marilyn Manson est en couple avec l'actrice Evan Rachel Wood, avec laquelle il fait quelques apparitions publiques, et qui l'accusera plus tard de violences et de viol. Elle apparaît dans le clip Heart-Shaped Glasses, durant le tournage duquel Marilyn Manson l'aurait violée. Ils se séparent en 2010.
Depuis 2015, il est en couple avec la photographe Lindsay Usich. En 2020, durant le confinement, il épouse Lindsay Usich qui a changé son nom sur son compte Instagram en Lindsay Elizabeth Warner. Il est fait mention de cette union lors d'une interview avec l'acteur Nicolas Cage.
Il est le parrain de la fille de l'acteur Johnny Depp : Lily-Rose Depp. Manson est proche du rappeur Eminem avec qui il fait un remix-duo metal de sa chanson The Way I Am. Il a également collaboré avec Brian Molko (Placebo), Lady Gaga (LoveGame), Jonathan Davis (Korn), Richard Kruspe (Rammstein, Emigrate), Joey Jordison (ex-Slipknot), Avril Lavigne, Die Antwoord, Rob Zombie et Johnny Depp, ainsi que l'acteur Shia LaBeouf.
Il est également un grand amateur d'absinthe, dont il a élaboré sa propre recette appelée " la Mansinthe ", dont la teneur en alcool est de 66,6 %, en référence au nombre de la bête dans l'Apocalypse de l’apôtre Jean. Après s'être cassé la jambe sur scène en 2017, il décide d'arrêter de boire de l'absinthe.
Depuis 2021, il serait sobre. En janvier 2025, il organise une fête pour ses 56 ans et ses quatre ans de sobriété, en compagnie de Billy Corgan et James Iha des Smashing Pumpkins, Richard Patrick de Filter, Ronnie Radke de Falling in Reverse et de John 5, son ancien guitariste désormais membre de Mötley Crüe.

### Accusation de violences, d’agressions sexuelles et de viols en 2021
Le 1er février 2021, Evan Rachel Wood accuse Marilyn Manson d’agressions sexuelles et de viol sur Instagram. Elle écrit : 

« Le nom de mon bourreau est Brian Warner, connu dans le monde entier sous le nom de Marilyn Manson. Il a commencé par gagner ma confiance quand j’étais adolescente et a horriblement abusé de moi pendant des années. Il m’a lavé le cerveau et manipulée jusqu’à la soumission. Je refuse de continuer à vivre dans la peur des représailles, de la diffamation et du chantage. Je veux révéler la vraie nature de cet homme dangereux et dénoncer les nombreuses industries qui l'ont laissé faire, avant qu’il ne détruise d’autres vies.
Je me tiens aux côtés des nombreuses autres victimes qui ne resteront plus silencieuses. »

Après le message d’Evan Rachel Wood, quatre autres femmes l’accusent à leur tour « d'agressions sexuelles, de maltraitances psychologiques ou de diverses formes de contraintes, de violences et d'intimidation » d’après Vanity Fair,,.
Le même jour, il se défend en évoquant des « relations intimes [qui] ont toujours été entièrement consenties, avec des partenaires en accord » précisant que « [son] art et [sa] vie ont toujours attiré la controverse, mais ces affirmations [le] concernant sont des déformations affreuses de la réalité ». La maison de disque Loma Vista (en) annonce ne plus travailler avec lui,.
En avril 2021, l'actrice britannique Esmé Bianco porte plainte contre Manson pour viol, abus sexuels sadiques et violences répétées. Face à ces accusations qu'il considère comme infondées, le chanteur se dit victime « d'attaques coordonnées » et demande l'abandon des poursuites.
En mars 2022, Marilyn Manson réagit en déposant une plainte en diffamation contre Evan Rachel Wood. En mai 2023, un juge californien rejette la majeure partie du procès en diffamation intenté par Manson, citant la loi californienne anti-SLAPP et ses protections de la liberté d’expression individuelle. Le juge ordonne ensuite à Manson de payer les frais de justice d’Evan Rachel Wood, qui s'élèvent à 326 956 dollars. Après avoir annoncé son intention de faire appel, Marilyn Manson accepte finalement de payer les frais d'avocat en novembre 2024.
En janvier 2025, les accusations contre Marilyn Manson sont finalement classées sans suite pour prescription,,,.

## Discographie

### Albums studio
- 1994 : Portrait of an American Family
- 1996 : Antichrist Superstar
- 1998 : Mechanical Animals
- 2000 : Holy Wood (In the Shadow of the Valley of Death)
- 2003 : The Golden Age of Grotesque
- 2007 : Eat Me, Drink Me
- 2009 : The High End Of Low
- 2012 : Born Villain
- 2015 : The Pale Emperor
- 2017 : Heaven Upside Down
- 2020 : We Are Chaos
- 2024 : One Assassination Under God - Chapter 1

### EP
- 1995 : Smells Like Children
- 1997 : Remix and Repent

### Albums live
- 1999 : The Last Tour on Earth

### Compilations
- 2004 : Lest We Forget (the best of)

## Filmographie

### Cinéma
- 1997 : Lost Highway de David Lynch - star du porno (avec Twiggy Ramirez)
- 1999 : Jawbreaker de Darren Stein (avec Rose McGowan) - The Stranger
- 2002 : Bowling for Columbine de Michael Moore (documentaire) - témoignage
- 2002 : The Hire, Beat the Devil de BMW films (filiale de BMW) (court-métrage) - lui-même
- 2003 : Party Monster de Fanton Bailey et Randy Barbato - la drag queen Christina Superstar
- 2004 : Le Livre de Jérémie (The Heart Is Deceitful Above All Things) de Asia Argento (qui a réalisé le clip de (s)AINT) - Jackson
- 2008 : Rise de Sebastian Gutierrez - le barman
- 2011 : Born Villain (en) de Shia LaBeouf (court-métrage/trailer de l'album Born Villain)
- 2014 : Wrong Cops de Quentin Dupieux (long-métrage) - David Dolores Frank
- 2015 : Street Level de David Labrava (long-métrage)
- 2016 : Let Me Make You a Martyr (en) de Corey Asraf et John Swab
- 2020 : Les Nouveaux Mutants (The New Mutants) : Smiling Man (voix)

### Télévision
- 2010 : Tim and Eric Awesome Show, Great Job! - The Dark Man (saison 5, épisode 5)
- 2011 : The Soup - Judah Friedlander (saison 8, épisode 15)
- 2013 : Californication - lui-même (saison 6, épisodes 7 et 12)
- 2013 : Kenny Powers (Eastbound and Down) - le serveur (saison 4, épisode 6)
- 2013 : Once Upon a Time - L'ombre de Peter Pan (saison 3, épisode 8)
- 2014 : Sons of Anarchy - Ron Tully (saison 7)
- 2015 : Rock on the Range (téléfilm)
- 2016 : Salem- Barbier (saison 3)
- 2020 : Le Fléau[67]
- 2020 : The New Pope - lui-même
- 2021 : American Gods - Johan Wengren (Saison 3)

### Jeux vidéo
- 2003 : MTV Celebrity Deathmatch - Personnage jouable
- 2005 : Area 51 de Midway Games - Edgar (voix).

## Publications
- Marilyn Manson, Marilyn Manson The Long Hard Road out of Hell (1998) –  (ISBN 0-85965-277-7)
- Marilyn Manson et Neil Strauss (chroniqueur à Rolling Stone et au New York Times), Mémoires de l'enfer (2000) –  (ISBN 2-207-24910-7)